# Joan Keller Stern
Joan Keller Stern, geboren als Joan Keller, (* 6. Februar 1944) ist eine US-amerikanische Filmproduzentin und Filmschauspielerin, die 1970 für den von ihr produzierten Dokumentar-Kurzfilm The Magic Machines mit einem Oscar ausgezeichnet wurde.

## Tätigkeiten
Joan Keller Sterns Name tauchte 1967 erstmals im Filmbereich auf, als sie in dem Horrorfilm Spider Baby von Jack Hill in einer kleineren Rolle als Tante Martha auf der Besetzungsliste stand und im Kostümbereich genannt wurde.
1969 trat Keller Stern dann als Produzentin des Dokumentar-Kurzfilms The Magic Machines in Erscheinung, für dessen Produktion sie mit einem Oscar belohnt wurde. Der Film erhielt zudem auf den Internationalen Filmfestspielen von Cannes 1970 den Preis der Jury. Im Film wird die Arbeit des Bildhauers Robert Gilbert vorgestellt, der aus Schrottteilen kinetische und mechanische Maschinen erschafft, die er dann bemalt. Später heiratete Joan Keller erneut – den Sohn von David O. Selznick, Daniel Selznick – und nannte sich fortan Joan Keller Selznick. Keller Selznick machte seitdem vor allem als Gesellschaftsdame und Gastgeberin von Dinner Partys hochgestellter Persönlichkeiten von sich reden.

## Filmografie (Auswahl)
- 1967: Spider Baby (Darstellerin + Kostümbereich)
- 1969: The Magic Machines (Dokumentar-Kurzfilm; Produzentin)

## Auszeichnungen
Oscarverleihung 1970
- Oscar für The Magic Machines in der Kategorie „Bester Kurzfilm“
- Oscarnominierung für The Magic Machines in der Kategorie „Bester Dokumentar-Kurzfilm“